# Kasinofeber (revy)
Kasinofeber, med undertiteln det nya nu, är en pjäs från 2002, av Galenskaparna och After Shave.
Första akten av Kasinofeber utspelas på ett nedlagt sjukhus. Kommunens politiker har sålt det till privata aktörer och sjukhuset har stängts eftersom patienterna blivit för dyra. I andra akten förvandlas sjukhuset till kasino.
Kasinofeber hade premiär på Lorensbergsteatern i Göteborg i samband med Galenskaparna och After Shaves 20-årsjubileum 2002. I februari 2004 hade föreställningen nypremiär på Cirkus i Stockholm.
Under gästspelet i Stockholm blev Knut Agnred sjukskriven och skådespelaren Dan Ekborg hoppade in som ersättare.
Eftersom Galenskaparna och After Shave firade 20 år som grupp, visades också en jubileumsfilm före föreställningen. Denna finns med som extramaterial på DVD-utgåvan av Kasinofeber, som finns med i boxen Fem fina föreställningar.